# Arrigo Padovan
Arrigo Padovan (né le 16 juin 1927 à Castelbaldo, dans la province de Padoue en Vénétie et mort le 4 janvier 2025) est un coureur cycliste italien, dont la carrière se déroule dans les années 1950 et au début des années 1960.

## Biographie
Professionnel de 1950 à 1962, Arrigo Padovan a notamment remporté deux étapes du Tour de France en 1956 et en 1958. Il s'est adjugé également trois étapes au Tour d'Italie.

## Palmarès

### Palmarès amateur
- 1950
  - Coppa Caivano
  - Giro del Medio Polesine

### Palmarès professionnel
- 1950
  - 3e du Tour de Sicile
- 1951
  - 1re étape du Tour des Dolomites
  - Grand Prix de l'industrie et du commerce de Prato
  - 2e du Tour de la province de Reggio de Calabre
  - 8e du Tour d'Italie
  - 10e du Tour de Lombardie
- 1952
  - Bolzano-Trento
  - Grand Prix de l'Industrie de Belmonte-Piceno
  - 3e des Trois vallées varésines
  - 3e du Tour du Tessin
  - 3e du Tour de Lombardie
- 1953
  - 3e étape du Grand Prix Méditerranéen
- 1954
  - 2e du Tour du Latium
  - 3e du Grand Prix Ceramisti
- 1955
  - 4e étape du Tour de Suisse
  - Tour de Toscane
  - 2e du Grand Prix du Locle
  - 2e du Tour du Tessin
  - 7e du Tour de Suisse
- 1956
  - 6e étape du Tour d'Italie
  - 3e étape du Tour de France
  - 8e de Milan-San Remo
- 1958
  - 11e étape du Tour de France
  - 2e du Circuit de Getxo
  - 3e du Tour du Piémont
- 1959
  - 17e étape du Tour d'Italie
  - 3e du Tour du Piémont
- 1960
  - 21e étape du Tour d'Italie
  - 3e du Championnat de Zurich

## Résultats sur les grands tours

### Tour de France
4 participations
- 1956 : 26e, vainqueur de la 3e étape
- 1957 : 20e
- 1958 : 45e, vainqueur de la 11e étape
- 1959 : 52e

### Tour d'Italie
9 participations
- 1951 : 8e
- 1952 : 16e
- 1953 : 17e
- 1956 : 12e, vainqueur de la 6e étape
- 1957 : 41e
- 1958 : 65e
- 1959 : 84e, vainqueur de la 17e étape
- 1960 : 83e, vainqueur de la 21e étape
- 1961 : abandon

### Tour d'Espagne
- 1956 : 19e